# 马涅鲁
马涅鲁（西班牙語：Mañeru）是西班牙纳瓦拉的一个市镇。总面积13平方公里，总人口378人（2001年），人口密度29人/平方公里。